# Auguste Fickert
Auguste Fickert (25 de maig de 1855 – 9 de juny de 1910) fou una reformista social i feminista austríaca. Va liderar campanyes en educació i en protecció legal per a les dones treballadores.
Professora d'ofici, va deixar l'Església catòlica el 1893 i va criticar els fonaments religiosos de la instrucció a l'escola. Com a conseqüència, durant la seva vida va rebre atacs violents de membres del Partit Socialcristià, clerical i antisemita.
El seu primer acte polític públic va ser l'organització d'una petició contra l'exclusió de les dones a l'hora de votar en eleccions governamentals a la Baixa Àustria. Va recollir més de 1.000 signatures de dones que protestaven per la seva pèrdua del dret a vot, que havien aconseguit el 1862. Tanmateix, la mesura va seguir endavant, i Fickert començà a fer campanyes a favor del sufragi femení a Àustria.
Fickert va cofundar l'Allgemeiner Österreichischer Frauenverein (Associació General de Dones d'Àustria) el 1893, organització que feia campanyes per millorar la vida de les dones del proletariat. Era l'organització feminista més radical de l'època. Era editora de les seves publicacions, els Dokumente der Frauen ('Documents de dones') i Neues Frauenleben ('Nova vida de la dona'). El 1903, Fickert va començar una revistar que va anomenar Neues Frauenleben amb Leopoldine Kulka com a editora. Kulka era una historiadora de la literatura i la primera dona professora a la Universitat de Viena.